# Marpesia egina
Espèce
Marpesia egina est une espèce d'insectes lépidoptères de la famille des Nymphalidae, de la sous-famille  des Limenitidinae et du genre Marpesia.

## Dénomination
Marpesia egina a été décrit par Henry Walter Bates en 1865 sous le nom initial de Timetes egina.

### Noms vernaculaires
Marpesia egina se nomme Egina Daggerwing en anglais.

## Description
Marpesia egina est un papillon aux ailes antérieures à bord costal bossu, bord externe concave et ailes postérieures portant chacune une très longue queue.
Le dessus est de couleur marron ou noire à rayures plus claires, grises, parallèles aux bords externes.
Le revers est beige nacré avec les mêmes rayures de couleur cuivre.

## Écologie et distribution
Marpesia egina réside au Pérou et au Brésil,.

### Protection
Pas de statut de protection particulier.